# 郑守仪
郑守仪（1931年5月20日—）。菲律宾归国华侨，原籍广东中山，中国海洋原生动物学家。1954年毕业于菲律宾东方大学，教育学士。1955年就读于国立菲律宾大学研究生院生物系，1956年回国。中国科学院海洋研究所研究员。2001年当选为中国科学院院士。